# Lykens Township (Pennsylvanie)
Lykens Township est un township situé au nord du comté de Dauphin, en Pennsylvanie, aux États-Unis,. En 2010, il comptait une population de 1 618 habitants.

## Démographie
Lors du recensement de 2010, le township comptait une population de 1 618 habitants. Elle est estimée, en 2018, à 1 641 habitants.

### Source de la traduction
- (en) Cet article est partiellement ou en totalité issu de l’article de Wikipédia en anglais intitulé « Lykens Township, Dauphin County, Pennsylvania » (voir la liste des auteurs).